# Aristidis Konstantinidis
Aristidis Konstantinidis (Græsk: Αριστείδης Κωνσταντινίδης) var en græsk cykelrytter, der deltog ved to af de første olympiske lege i moderne tid.
Konstantinidis deltog i 10 kilometer, 100 kilometer og landevejsløbet ved OL 1896 i Athen. Han vandt landevejsløbet fra Athen til Marathon og retur med en tid på 3:21:10, selvom han oplevede tre uheld med sin cykel på tilbagevejen fra Marathon; de to sidste gange lånte han nye cykler og kom i mål med et forspring på blot fire sekunder til tyskeren Anton Gödrich, mens briten Edward Battel kom ind på tredjepladsen.
Så godt klarede han sig ikke i 10 kilometer på bane, hvor han kolliderede med landsmanden Georgis Koletis; det vides ikke, om han gennemførte (Koletis gjorde ikke). I lighed med syv af de ni deltagere gennemførte han ikke 100 kilometer-løbet på bane.
Ved de olympiske mellemlege 1906, ligeledes i Athen, deltog han igen i landevejsløbet, men her lykkedes det ham ikke at gennemføre løbet. I 20 km-løbet på bane klarede han sig ikke videre fra det indledende heat.
Konstantinidis var cykelsmed og i øvrigt med til at grundlægge Athens Cykelforbund.